# Jenna Talackova
Jenna Talackova (Vancouver, 15 ottobre 1988) è un modella e personaggio televisivo canadese.

## Biografia
Talackova è nata e cresciuta a Vancouver, nella Columbia Britannica,figlia di padre ceco.
Ha sperimentato la disforia di genere fin dalla prima infanzia e ha iniziato la sua transizione di genere all'età di 14 anni, mentre frequentava la Killarney Secondary School di Vancouver; si è sottoposto all' intervento di riassegnazione del sesso a 19 anni.
Inizialmente ha preso il nome Page quando ha iniziato la transizione, prima di cambiarlo di nuovo in Jenna. 
È sostenitrice del veganismo ed è apparsa in pubblicità per People for the Ethical Treatment of Animals.

### Miss Universo Canada
Dopo aver gareggiato in precedenza nel concorso Miss International Queen del 2010 per donne transgender e transessuali in Thailandia, Talackova si è registrata per competere a Miss Universo Canada 2012. 
Le fonti sono contrastanti sul fatto che si sia identificata come transgender nella sua domanda; tuttavia, dopo essere stata selezionata come una delle 65 migliori candidate che avrebbero proceduto al concorso, una persona che l'aveva riconosciuta da Miss International Queen ha contattato gli organizzatori di Miss Universo Canada, e l'organizzazione ha quindi squalificato Talackova sulla base del fatto che le regole del concorso richiedevano che le sue concorrenti fossero donne nate naturalmente.
Successivamente Talackova contattò l'avvocato Gloria Allred, che si occupò del caso e sfidò gli organizzatori del concorso, tra cui Donald Trump nella sua veste di proprietario dell'organizzazione internazionale Miss Universo, a revocare la decisione e a consentire a Talackova di competere. 
L'organizzazione ha annullato la sua decisione prima che il caso arrivasse in tribunale, con l'ufficio di Trump che ha rilasciato una dichiarazione secondo cui "finché soddisfa i requisiti di riconoscimento legale del genere in Canada, che ci risulta lei faccia, Jenna Talackova è libera di partecipare al concorso di Miss Universo Canada 2012.
Il docu-reality Brave New Girls è ispirato alla sua vita.